# جينا (مغنية)
جينا جين تشوي (هانغل: 최지나) (من مواليد 13 سبتمبر 1987 ) في إدمونتون, ألبرتا, كندا. هي مغنية كورية جنوبية بدأت مسيرتها الفنية عام 2010. وهي أيضا ممثلة.

## المسيرة الفنية
بدأت مسيرتها الفنية كظهور أول لها في فرقة فايف جيرلز مع يوبين و هايوسونغ و يوي و يانغ جيوون ولكن انفصلت الفرقة بسبب خساره الشركة
كانت جينا راقصه خلفيه للمغنيه هيونا من فور مينيت , ظهرت أيضا في إحدى أغاني فرقه 2pm , غنت جينا مع المغني المنفرد بي راين قبل ظهورها كمغنيه في البومها الأول I'll Back Off So You Can Live

## وصلات خارجية
- جينا على موقع IMDb (الإنجليزية)
- جينا على موقع ميوزك برينز (الإنجليزية)
- جينا على موقع ديسكوغز (الإنجليزية)

- الموقع الإلكتروني